# Жаклін Сведберг
Жаклін Сведберг (англ. Jaclyn Swedberg; нар. 14 серпня 1990, Сан-Педро, Каліфорнія, США) — американська фотомодель та акторка.

## Біографія
Народилася в сім'ї шведських емігрантів. У 2008 році закінчила середню школу Чіно-Хіллз. Була Playmate чоловічого журналу «Playboy» у квітні 2011 року і визнана дівчиною року. Знімалася для бренду «Harley-Davidson», для журналу «Sports Illustrated».